# Judy Baauw
Judy Baauw, née le 12 février 1994 à Zoelmond, est une coureuse cycliste néerlandaise, spécialiste du BMX.

## Carrière
Judy Baauw fait ses débuts internationaux à Manchester en octobre 2015.
En mai 2018, elle arrive 2e à trois différentes manches du circuit de Coupe du monde de BMX. En juin, elle remporte la médaille de bronze aux championnats du monde de BMX en devançant Alise Willoughby, la championne du monde de l'année précédente,. En juillet, elle est deuxième des championnats nationaux après Laura Smulders.

## Palmarès en BMX

### Championnats du monde
- Bakou 2018
  -  Médaillée de bronze du BMX
- Papendal 2021
  -  Médaillée d'argent du BMX
- Copenhague 2025
  -  Médaillée de bronze du BMX

### Coupe du monde
- 2015 : 25e du classement général
- 2016 : 7e du classement général
- 2017 : 5e du classement général
- 2018 : 3e du classement général
- 2019 : 7e du classement général, vainqueur d'une manche
- 2020 : 16e du classement général
- 2021 : 21e du classement général, vainqueur d'une manche
- 2022 : 10e du classement général
- 2023 : 17e du classement général
- 2024 : 11e du classement général

### Coupe d'Europe
- 2014 : 8e du classement général
- 2015 : 6e du classement général
- 2016 : 1re du classement général, vainqueur de quatre manches
- 2018 : 2e du classement général, vainqueur de deux manches
- 2019 : 7e du classement général
- 2021 : 1re du classement général, vainqueur d'une manche
- 2024 : 2e du classement général, vainqueur de six manches

### Championnats des Pays-Bas
- 2017
  - 2e du championnat des Pays-Bas de BMX
- 2018
  - 2e du championnat des Pays-Bas de BMX
- 2019
  - 2e du championnat des Pays-Bas de BMX
- 2020
  - 3e du championnat des Pays-Bas de BMX
- 2022
  - 2e du championnat des Pays-Bas de BMX
- 2024
  -  Championne des Pays-Bas de BMX

## Palmarès sur piste
- 2024
  -  Championne des Pays-Bas de vitesse par équipes